# Ян Удо Холей
Ян Удо Холей (на немски: Jan Udo Holey) е германски писател на бестселъри в жанра езотерика и исторически роман. Пише под псевдонима Ян ван Хелсинг (Jan van Helsing).
Известен е предимно с книгите си „Не пипай тази книга!“, „Хилядолетната лъжа“, „Децата на новото хилядолетие“ и „Властта на тайните общества през ХХ век“, като две от книгите му за тайните общества са били забранени в Германия, Франция и Швейцария.

## Биография и творчество
Ян Удо Холей е роден на 22 март 1967 г. в историческия баварски град Динкелсбюл, Западна Германия (ФРГ). Той е второто от трите деца на заможното семейство на Йоханес и Луизе Холей. Баща му се счита за традиционен гностик и е автор на книги на гностическа и езотерична тематика. Майка му е издател и се определя за медиум. На 14 години приема псевдонима „Ван Хелсинг“ след като прочита книгата за вампири на Брам Стокър „Дракула“.
Учи в Крайлсхайм, Баментал, Кеймбридж и Мюнхен. След дипломирането си започва да пътува по света и да се среща с различни духовни лица, хора от разузнаването, от масонските ложи, медиуми и други лица.
В резултат на проучванията си написва през 1993 г. първата си книга „Тайни общества и тяхната власт през 20 век“. Публикувана е през 1994 г. от издателство „Еверт“ и след няколко месеца става бестселър. В нея се развива пространно конспиративната теория за управлението на съвременния свят от тайни общества като масони, илюминати, групировки на магнати и евреи, и други сили, които искат да въведат Нов световен ред. В подкрепа на хипотезите си се основава на различни документи, някои от които не са признати за достоверни, като „Протоколите на Ционските мъдреци“.
През 1995 г. е публикувано продължението на романа „Тайни общества 2“. Поради оплакване на страна на еврейските общности от Манхайм, Германия, и на банкови лобита, че книгите са антисемитски, с решение на съда през 1996 г., целият тираж на книгите е иззет в Германия и Швейцария, и е върнат на издателството. Конфискацията е отменена през 2001 г.
През 1996 г. Ян Холей отваря книжарница в центъра на Нюрнберг. В същата година е издадена книгата му „Третата световна война“, която пише заедно с Франц фон Щайн, за предсказанията за апокалиптичното развитие на света от различни ясновидци и тяхното тълкуване.
В следващата си книга „Начинанието Алдебаран“ се занимава с въпросите за разкриването на мистериозните тайни оръжия на нацистите и контактите с извънземни в Германия.
През 1998 г. публикува първата си книга под истинското си име „Die innere Welt“ (Вътрешният свят), в която преразказва история на посетител на книжарницата в Нюрнберг, оставяйки на читателя да прецени кое от разказа е истина.
В книгата си от 2001 г. „Децата на новото хилядолетие“ разглежда феномена наречен „децата индиго“ и увеличаването на медиумите и езотеризма в съвременния свят.
Към темата за илюминатите и тайните знания за личен просперитет писателят се връща през 2004 г. с книгата си „Не пипай тази книга!“.
През 2006 г. Ян Холей създава уеб-телевизионния канал „Secret.tv“, чрез който в периода 2007 – 2010 г. разпространява своите конспиративни и езотерични теории.
Заедно с писателя Щефан Ердман осъществяват през 2006 г. филма „Лъжата за Хеопс“, а през 2008 г. издават и книгата „Хилядолетната лъжа“, в които разглеждат въпросите на официалната историография на пирамидите в Гиза и нейното разминаване с различни установени научни факти.
От края на 90-те години той публикува произведенията си чрез основаното от майка му издателство „Ama Deus“, което издава сходна по тематика литература. От 31 декември 2009 г. той е негов изпълнителен директор.
През 2010 г. участва в проучвания с Щефан Ердман по проекта си за живота на Хитлер след Втората световна война в Южна Америка. Резултатите са публикувани в книгата „Hitler überlebte in Argentinien“ (Хитлер оцелява в Аржентина).
Както споменава в някои от книгите си, Ян ван Хелсинг е създател на онлайн изданието secret.TV Архив на оригинала от 2016-08-25 в Wayback Machine., което предлага алтернативни перспективи за реалността, в която живеем, различни от „истините“, предлагани от масовите медийни източници. Изданието е на немски с частичен превод на английски.

## Произведения

### Като Ян ван Хелсинг

#### Документалистика
- Властта на тайните общества през XX век или защо човек не управлява света: пътеводител за намесата на ложита в едрите финанси и властта. Тристранна комисия, Билдербергери, Съвет за външна политика, ООН, Geheimgesellschaften und ihre Macht im 20. Jahrhundert (1994) – иззета в Германия през 1996 г., решението за конфискация е отменено през 2001 г.
- Тайни общества 2, Geheimgesellschaften 2 (1995) – интервюта, иззета в Германия през 1996 г., решението за конфискация е отменено през 2001 г.
- Третата световна война, Buch 3 – Der dritte Weltkrieg (1996) – с Франц фон Щайн
- Начинанието Алдебаран: контакти с хора от друга слънчева система: сензанционните преживявания на семейство Файстле, Unternehmen Aldebaran. Kontakte mit Menschen aus einem anderen Sonnensystem. Die sensationellen Erlebnisse der Familie Feistle (1997)
- Не пипай тази книга!, Hände weg von diesem Buch! (2004)
- Кой се страхува от черния мъж?, Wer hat Angst vor’m schwarzen Mann…? (2005)
- Nationale Sicherheit – Die Verschwörung. Streng geheime Projekte in Technologie und Raumfahrt (2005)
- Хилядолетната лъжа: по следите на загадката на пирамидите, Die Jahrtausendlüge. Auf der Spur des Pyramidenrätsels (2008) – с Щефан Ердман
- Книгата за един милион евро!, Das 1-Million-Euro-Buch (2009) – с д-р Динеро (Марчело А. Елбаум)
- Тайните общества 3: войната между масоните, разкрития на масон от висша степен!, Geheim-Gesellschaften 3 – Krieg der Freimaurer (2010)
- Hitler überlebte in Argentinien (2011)
- Политически некоректно: неудобни факти и опасни истини, които не трябва да се споменават, Politisch unkorrekt: unbequeme Tatsachen und gefährliche Wahrheiten, die man nicht mehr aussprechen darf! (2012) – с Майкъл Морис, Андреас Поп, Йохан Георг Щницер, Михаел Фогт, Щефан Ердман, Бен Моргенщерн, Йоханес Холи, Рудолф Пасиан

### Като Ян Удо Холей
- Die innere Welt. Das Geheimnis der schwarzen Sonne (1998)
- Die Akte Jan van Helsing. Eine Dokumentation über das Verbot zweier Bücher im „freiesten Land deutscher Geschichte“ (1999)
- Децата на новото хилядолетие: как децата медиуми променят света, Die Kinder des neuen Jahrtausends. Mediale Kinder verändern die Welt (2001)

### Книги за Ян Удо Холи
- Interview mit Jan van Helsing (2006) – от Щефан Ердман

### Екранизации
- 2006 Лъжата за Хеопс, Die Cheops-Lüge – документален, с Щефан Ердман
- 2008 Fabian, der Goldschmied